# Ázsia éghajlata
Ázsia éghajlata rendkívül bonyolult, területén minden éghajlati zóna megtalálható. Nagyjából az övezetes rendszer érvényesül. Az Egyenlítő két oldalán egyenlítői (trópusi); a kontinens déli, délkeleti részén trópusi és szubtrópusi monszun; a magashegységekben, fennsíkokon hegyvidéki; középső sávjában kontinentális éghajlat a jellemző. Ettől északra a tajga és a tundra helyezkedik el. A kontinentális éghajlatú területek közé ékelődnek a mérsékelt övi sivatagok (Góbi, Turáni-alföld), az Arab-félsziget és a Thar trópusi sivatagok.

## Ázsia éghajlati területei
Ázsiában a Föld valamennyi éghajlati övezete megtalálható.
1. Hideg övezet, sarkvidéki öv - állandóan fagyos éghajlat: Ázsia É-i peremét képező jeges-tengeri-szigetek.
2. Hideg övezet, sarkköri öv - tundra éghajlat: Ázsia jeges-tengeri partvidékén.
3. Mérsékelt övezet, hideg-mérsékelt öv - szubarktikus (tajga) éghajlat: Ázsiában a legnagyobb területen az Urál-hegységtől egészen Kamcsatkáig jött létre.
4. Mérsékelt övezet, valódi mérsékelt öv - nedves kontinentális éghajlat: A nyugati fekvésű Urál-folyótól az 50. földrajzi szélességi foktól dél és kelet felé az Altájig, Kelet-Ázsiában Japán közepétől észak felé, a Koreai-félsziget kontinenshez illeszkedő részén és Északkelet-Kínában, Mandzsúriában fejlődött ki.
5. Mérsékelt övezet, valódi mérsékelt öv - száraz kontinentális éghajlat: Kis-Ázsiában az Anatóliai-magasföldön, Belső-Ázsiában az Altájon túl Mongóliában és Kelet-Kínában uralkodó.
6. Mérsékelt övezet, valódi mérsékelt öv - mérsékelt övezeti félsivatagi, sivatagi éghajlat: Belső-Ázsia elzárt medencéiben (Takla-Makán, Tarim, Dzsungária, Góbi), valamint a Kaszpi-tenger K-i felétől a Kopet-dag és a Pamír előteréig, ill. a mongóliai félsivatagok területéig  jellemző.
7. Mérsékelt övezet, meleg-mérsékelt öv (szubtrópusi öv) - mediterrán éghajlat: A Földközi-tenger partvidéke és a Fekete-tenger partvidéke mentén a meghatározó.
8. Mérsékelt övezet, meleg-mérsékelt öv (szubtrópusi öv) - mérsékelt övezeti monszun éghajlat (szubtrópusi monszun éghajlat): Eurázsia K-i oldalán: a Kínai-alföldön, Japán középső részétől D-re, Dél-Koreában alakult ki.
9. Trópusi övezet, térítői öv - sivatagi, félsivatagi éghajlat: Az Arab-félszigeten, Irán D-i részén és a Thar-sivatagban jött létre.
10. Trópusi övezet, átmeneti öv - szavanna éghajlat: Elő- és Hátsó-Indiában az elzártabb medencékben, a magasfennsíkok területén képviselteti magát.
11. Trópusi övezet, monszun terület - trópusi monszun éghajlat: Elő- és Hátsó-India.
12. Trópusi övezet, egyenlítői öv - egyenlítői éghajlat: Indonézia területét és a Maláj-félsziget partvidékét jellemzi.
13. Hegyvidéki övezetesség - hegyvidéki éghajlat: Az Eurázsiai- és a Pacifikus-hegységrendszer magashegyláncaiban, Belső-Ázsia magashegyvidékein, magasfennsíkjain (Tibetben, Pamírban)[1]

## Az övezetek jellemzői
A trópusi területeken 26-28 °C, a monszunterületeken 15-23 °C, a kontinentális területeken 0-10 °C, a tajgákon 0 °C, −10 °C, északabbra −10 °C alatti az éves középhőmérséklet. Természetesen a domborzati tényezők módosíthatják ezeket az értékeket. A legmagasabb hőmérsékletet, 54 °C-ot Izraelben, a legalacsonyabbat: −67,8 °C-ot Ojmjakonban (Oroszország) mérték.
A csapadékviszonyok is övezetek szerint változnak, de még tarkább a kép, mint a hőmérsékletnél. A szubtrópusi-trópusi területeken 1000-3000 mm-es a csapadék, a csendes-óceáni parti sávban 600-1000 mm, a tajgákon 250-500, a tundrákon 250 mm alatti. Kb. ugyanennyi a mérsékelt övi sivatagokban is, míg a trópusi sivatagokban 100 mm-nél kevesebb. A legnagyobb évi csapadékmennyiség 11 824 mm (Cserápundzsi, India), a legalacsonyabb 45,7 mm ('Adan Áden, Jemen).
Növényzete, talaja övezetes. Délről észak felé haladva: trópusi őserdők, délkeleten kemény lombú és babérerdők, Indiában fás-füves szavanna, a mérsékelt övben füves puszták és lombhullató erdők, északabbra vegyes erdők, végül a tűlevelű erdő és a tundra a jellemző. A trópusokon és szubtrópusokon a vörös és a sárga, a mérsékelt területeken a barna, majd a mezőségi és gesztenyebarna pusztai, a szürke podzolos, végül a tundravidék váztalajai a főbb talajfélék.
Ázsia területén fekvése és jelentős kiterjedése következtében valamennyi éghajlati öv megtalálható. Éghajlatát nemcsak a földrajzi szélesség, hanem a tengerszint feletti magasság és az óceánok távolsága is jelentősen befolyásolják.
A hideg (poláris) éghajlati övbe soroljuk a Jeges-tenger partjától nem messze elterülő területeket és a Csukcs-félszigetet.
Ázsia legnagyobb része a mérsékelt éghajlati övben terül el. A szárazföld belső területeinek az éghajlatára a tél és a nyár közötti nagy eltérések, valamint a viszonylag csekély csapadékmennyiség jellemző. A mérsékelt éghajlati öv szárazföldi (kontinentális) területének ez a jellegzetes vonása. Azonban az óceánok közelében elterülő területeken kisebbek a tél és a nyár közötti hőmérsékleti eltérések, és több csapadék is hullik. Ez jellemzi a mérsékelt éghajlati öv tengermelléki területeit.

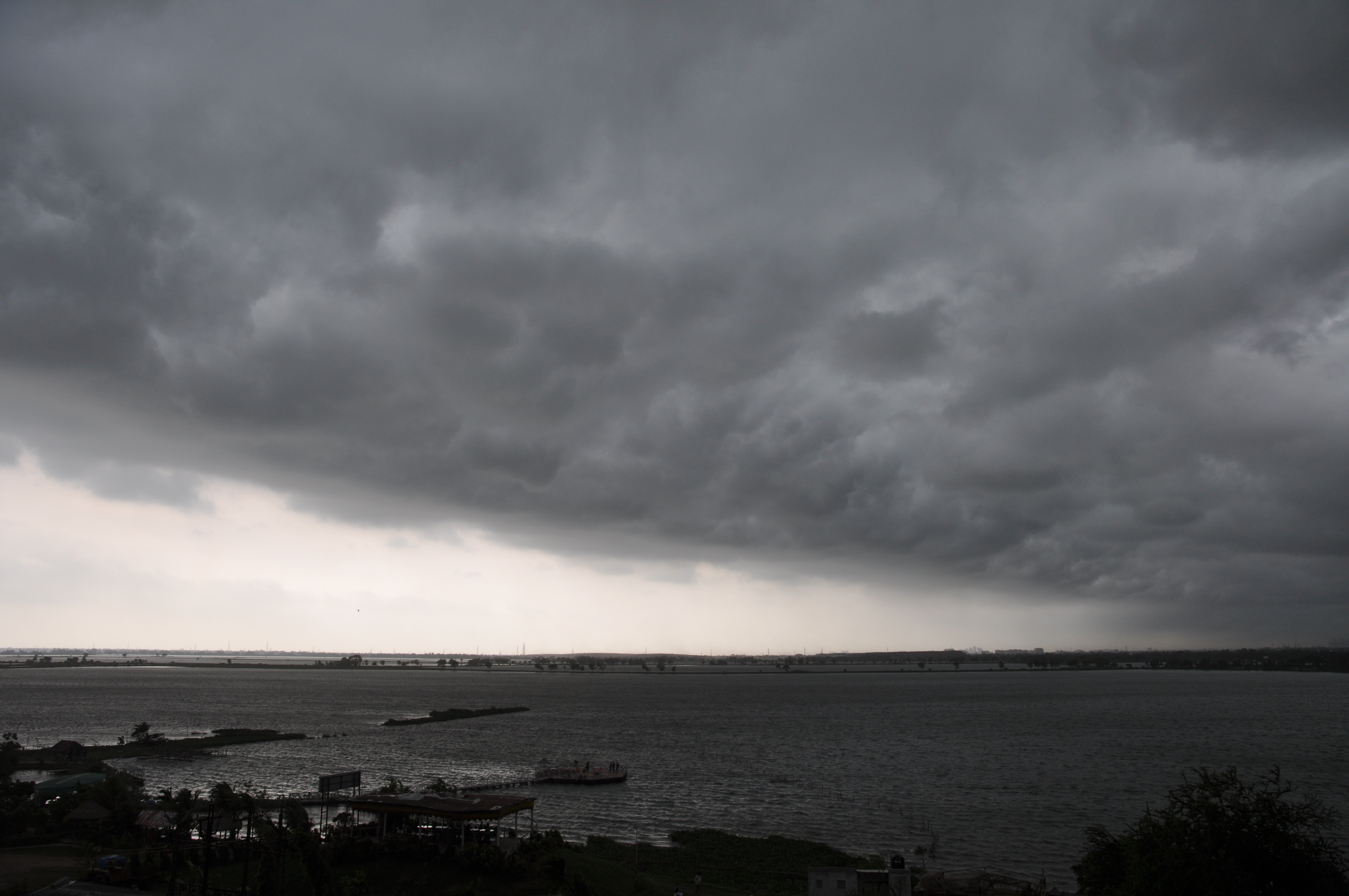
Esőfelhők Kalkutta fölött a nyári monszun idején

Az óceánok közelében elterülő ázsiai területek többségének az éghajlatát szembetűnően befolyásolja a monszun légáramlat. Főleg a forró (trópusi) éghajlati övben fordul elő, de Kelet-Ázsiában a szubtrópusi, sőt a mérsékelt éghajlati övben is érezteti a hatását. A nyári monszun a Csendes-óceán és az Indiai-óceán felől nagy mennyiségű csapadékot szállít. A magashegységek (például a Himalája) szél felőli hegylejtői a csapadék többségét feltartóztatják, ezért a szárazföld belsejében nagy kiterjedésű területek száraz éghajlatúak. A Himalája déli előhegységében, Cserápundzsi városában az évi csapadékmennyiség eléri a 12 000 mm-t (ez 1 m²-en 12 000 l víz).
A téli monszun a kontinensről az óceán felé áramlik. A levegő száraz, nem szállít csapadékot. Csak a szigetek kivételek, mert a tenger felett a levegő vízpárával telítődik.
A trópusi és a szubtrópusi éghajlati övben elterülő Délnyugat-Ázsia területén nem érvényesül a monszun hatása. Ott csupán az óceán szűk öblei érintik a kontinenst, és a nyugatról érkező nedvességet felfogják a magas hegységek. Ázsiának ez a térsége, a Földközi-tenger és a Fekete-tenger partvidéki területeinek a kivételével, csapadékhiányban szenved. Túlnyomórészt sivatagok és félsivatagok terülnek el rajta.